# Glenea viridescens
Glenea viridescens é uma espécie de escaravelho da família Cerambycidae. Foi descrita por Maurice Pic em 1927. É conhecida a sua existência no Vietname.

## Variedades
- Glenea viridescens var. bialbopunctata Breuning, 1956
- Glenea viridescens var. coeruleosuturalis Breuning, 1956